# Mark Williams (ingénieur)
Pour les articles homonymes, voir Mark Williams et Williams.
Mark Williams (né le 7 avril 1959[réf. nécessaire]) est un ingénieur britannique, directeur des véhicules motorisés chez McLaren Racing.

## Biographie
Mark Williams commença sa carrière dans les sports mécaniques alors qu'il préparé encore une licence en ingénierie à l'Imperial College de Londres. Pendant ses temps libres, il travaillait au sein de l'écurie de Formule 1 locale Ensign. Une fois diplômé, il se dirigea vers le constructeur Lola Cars. Après une expérience en IndyCar, il rejoint McLaren en 1996, pour s'occuper des voitures de tourisme.